# Ilchi am
Ilchi sa (Pustelnia Jednego Palca 일지암) – koreańska świątynia niemająca statusu klasztoru - pustelnia (kor. am)

## Historia pustelni
Pustelnię wybudował na górze Turyun u schyłku swojego życia Ch'oŭi Ŭisun (1786–1866), jeden z największych buddyjskich uczonych XIX wieku. Znajduje się ona nad klasztorem Taehŭng w dolinie na wschód od klasztoru i należy do tego klasztoru. Właśnie tu Ch'oŭi rozwinął kulturę herbaty. Zaadaptował ceremonię herbaty do praktyk ascetycznych i stworzył filozofię "dasŏnilmi" (herbata i sŏn mają ten sam smak). 
Pustelnia ta służyła jako miejsce spotkań kaligrafów, poetów i znanych postaci XIX wieku. Tutaj także Ch'oŭi napisał i opublikował dwie swoje książki o tematyce herbaty: Dasinjŏn i Dongdasong.

## Adres pustelni
- 801 Gurim-ri, Samsan-myeon, Haenam, Jeollanam-do, Korea Południowa